# George Kollias

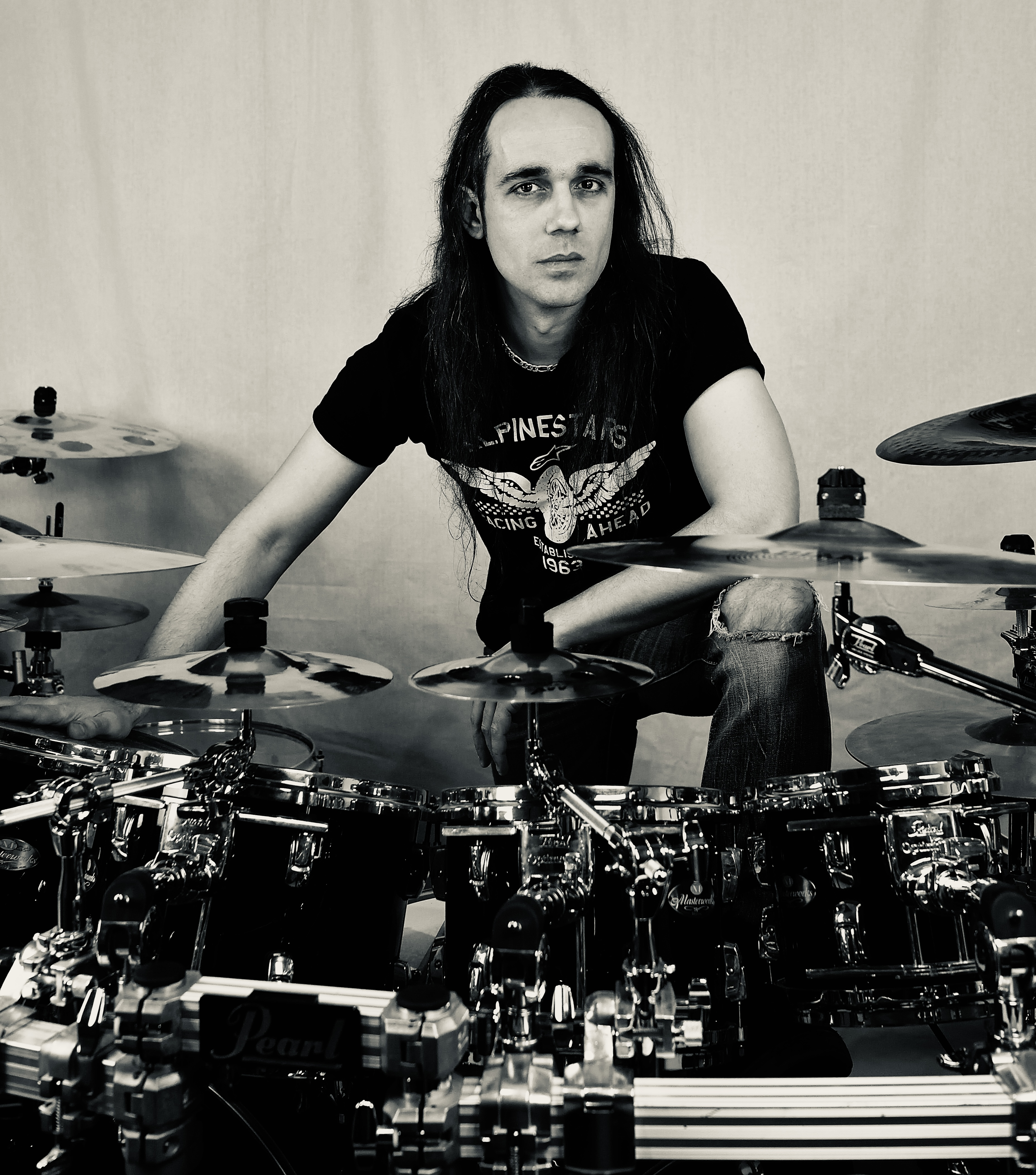
George Kollias

George Kollias (griechisch Γιώργος Κόλλιας; * 30. August 1977 in Korinth) ist ein griechischer Schlagzeuger. Seit 2004 spielt er bei der amerikanischen Death-Metal-Band Nile.

## Diskografie
- 1996: Extremity Obsession – Extremity Obsession (Demo) (Eigenproduktion)
- 1997: Extremity Obsession – Everlasting (Demo) (Eigenproduktion)
- 2003: Nightfall – I Am Jesus (LP) (Black Lotus Records)
- 2003: Sickening Horror – Promo 2003 (Eigenproduktion)
- 2004: Nightfall – Lyssa / Rural Gods and Astonish Punishments (Black Lotus Records)
- 2004: The Circle of Zaphyan – Flesh Without Soul (Eigenproduktion)
- 2005: Nile – Annihilation of the Wicked (Relapse Records)
- 2007: Sickening Horror – When Landscapes Bled Backwards (Neurotic Records)
- 2007: Nile – Ithyphallic (Nuclear Blast)
- 2007: Nile – Papyrus Containing The Spell To Preserve Its Possessor Against Attacks From He Who Is In The Water (Single) (Nuclear Blast)
- 2009: Nile – Those Whom the Gods Detest (Nuclear Blast)
- 2012: Nile – At the Gate of Sethu (Nuclear Blast)
- 2013: Týr – Valkyrja (Metal Blade)
- 2013: Ade – Spartacus (Blast Head Records)
- 2015: George Kollias – Invictus
- 2015: Nile – What Should Not Be Unearthed (Nuclear Blast)
- 2019: Nile – Vile Nilotic Rites (Nuclear Blast)